# Glaciar Grosse
El glaciar Grosse está ubicado al extremo norte del Campo de Hielo Norte en la Región de Aysén de Chile. El inventario público de glaciales de Chile 2022 lo califica como glaciar efluente con una superficie de 54,9 km² que descarga sus deshielos en la cuenca del río Exploradores.